# عفونت کلامیدیا
بیماری کلامیدیا (به انگلیسی: Chlamydia) نام بیماری مقاربتی است که توسط باکتری کلامیدیا تراکوماتیس ایجاد می‌شود. بسیاری از مبتلایان به این بیماری نشانه‌ای ندارند. ایجاد علایم ممکن است چند هفته پس از ایجاد عفونت رخ دهد. علایم در زنان شامل ترشحات واژن و سوزش ادرار می‌باشد. در مردان نیز ترشحات اندام جنسی، سوزش ادرار و تورم و درد یک یا هر دو بیضه است. گسترش عفونت در زنان نیز می‌تواند باعث ایجاد بیماری التهابی لگن شود که خود به نوبهٔ خود می‌تواند منجر به ناباروری و حاملگی خارج‌رحمی شود. گسترش عفونت به چشم می‌تواند موجب بیماری تراخم گردد که شایع‌ترین عامل کوری در کشورهای در حال توسعه‌ می‌باشد.

کلامیدیا می‌تواند هنگام آمیزش واژنی، مقعدی و دهانی منتقل شود. همچنین مادر آلوده می‌تواند این بیماری را هنگام زایمان به فرزندش منتقل سازد. همچنین عفونت چشمی نیز توسط تماس فرد به فرد، نیش پشه و استفاده از دستمال و حولهٔ آلوده در مناطق با سیستم تصفیه فاضلاب ضعیف منتقل شود.کلامیدیا تراکوماتیس تنها در انسان ایجاد آلودگی می‌کند. تشخیص شامل آزمایش‌های غربالگری است که به زنان زیر ۲۵ سال دارای رابطهٔ جنسی، افراد در خطر ابتلا و نخستین مرحلهٔ مراقبت‌های بارداری توصیه می‌گردد. آزمایش روی ادرار یا سواب دهانهٔ رحم، واژن یا میزراه انجام می‌شود. سواب مقعدی یا دهانی نیز برای تشخیص عفونت در آن نواحی توصیه می‌شود.
پیشگیری شامل: نداشتن رابطهٔ جنسی، استفاده از کاندوم و رابطه تنها با یک فرد (سالم) می‌باشد.
درمان کلامیدیا توسط آنتی بیوتیک‌هایی مثل آزیترومایسین و داکسی‌سایکلین انجام می‌شود.

## علائم کلامیدیا[۶]
اکثر کسانی که به کلامیدیا مبتلا هستند علائمی ندارند. اگر علائمی در فرد بیمار ظاهر شود، ممکن است در اثر رابطه جنسی ای باشد که چندین هفته پیش با یک فرد آلوده داشته است. با وجود اینکه ممکن است کلامیدیا علائمی نداشته باشد، اما همچنان ممکن است که آسیب های جدی به دستگاه تناسلی وارد کند.
علائم کلامیدیا در زنانی که علائم این بیماری را دارند:
- ترشحات غیرعادی واژن
- حس سوزش هنگام ادرار کردن

علائم کلامیدیا در مردانی که علائم این بیماری را دارند:
- ترشح از آلت مردانه
- حس سوزش هنگام ادرار کردن
- درد و ورم در یک یا هر دو بیضه (این مورد کمتر رایج است)

مردان و زنان ممکن است در مقعد خود نیز به کلامیدیا دچار شوند. این حالت زمانی رخ می دهد که یک شخص در رابطه جنسی مقعدی با یک فرد مبتلا، مفعول باشد. همچنین ممکن است که این بیماری از طریق نواحی آلوده دیگر (مانند واژن) به مقعد سرایت کند. در این حالت نیز ممکن است که فرد هیچ نشانه ای از بیماری نداشته باشد اما در بعضی موارد نشانه های زیر دیده می شود:
- درد مقعد
- ترشح مایعات از مقعد
- خون ریزی

اگر فرد یا شریک جنسی او هریک از این نشانه ها یا نشانه های سایر بیماری های مراقبتی را داشته باشد، باید توسط پزشک معاینه شود. نشانه های بیماری های مراقبتی شامل دردهای غیرعادی، ترشحات بودار، سوزش هنگام ادرار یا خونریزی بین دو عادت ماهانه می شود.